# Lijst van heersers van Provence
Dit is een lijst van heersers van het graafschap en het koninkrijk Provence.

## Hertogen van Provence
- 673?–675/679 · Hector
- ? –737 · Maurontius –737
- 737 – na 751 · Childebrand

## Koningen van Provence
- 855–863 · Karel van Provence
- 863–875 · Lodewijk II van Italië
- 875–877 · Karel de Kale
- 877–879 · Lodewijk II
- 879–887 · Boso van Provence
- 887–928 · Lodewijk de Blinde

## Graven van Provence
- ?–968 · Boso II van Provence
- 968–993 · Willem I van Provence
- 968–1008 · Rotbold I van Provence
- 993–1018 · Willem II van Provence
- 1008–1014 · Rotbold II van Provence
- 1014–1037/38 · Willem III van Provence
- 1018–1030 · Willem IV van Provence
- 1018–1051 · Fulco van Provence
- 1018–1062 · Godfried I van Provence
- 1037–1062/63 · Emma van Provence
- 1051–1067 · Godfried II
- 1051–1065 · Bertrand I van Provence
- 1062–1093 · Bertrand II van Provence
- 1093–1112 · Gerberga van Provence
- 1112–1127/30 · Dulcia I van Provence
- 1112–1131 · Raymond Berengarius I van Provence, gemaal van Dulcia I
- 1131–1144 · Berengarius Raymond van Provence
- 1144–1166 · Raymond Berengarius III van Provence
- 1166 · Dulcia II van Provence
- 1167–1173 · Alfons II van Aragón
- 1187–1196 · Alfons II van Aragón, opnieuw
- 1187–1209 · Alfons II van Provence

## Markiezen van Provence
- 1063 – na 1081 · Bertrand I van Provence
- 1085?–1105 · Raymond IV van Toulouse
- 1096–1112 · Bertrand van Toulouse
- 1112–1148 · Alfons Jordaan van Toulouse
- 1148–1194 · Raymond V van Toulouse
- 1194–1222 · Raymond VI van Toulouse
- 1222–1249 · Raymond VII van Toulouse
- 1249–1271 · Johanna van Toulouse
- 1249–1271 · Alfons van Poitiers, gemaal van Johanna van Toulouse[2]